# Infond Open 2012
L'Infond Open 2012 è stato un torneo di tennis facente parte della categoria ITF Women's Circuit nell'ambito dell'ITF Women's Circuit 2012. Il torneo si è giocato a Maribor in Slovenia dal 28 maggio al 3 giugno 2012 su campi in terra rossa e aveva un montepremi di $25,000.

## Vincitori

### Singolare
Anna-Lena Friedsam ha battuto in finale  Teliana Pereira con il punteggio di 2–6, 7–6(1), 6–2

### Doppio
Elena Bogdan /  Kathrin Wörle hanno battuto in finale  Karen Barbat /  Anna-Lena Friedsam con il punteggio di 6–2, 2–6, [10–5]